# Acropyga ambigua
Acropyga ambigua é uma espécie de formiga do gênero Acropyga, pertencente à subfamília Formicinae.